# Головнокомандування Вермахту «Резерв»
Головнокомандування Вермахту «Резерв» (нім. Befehlshaber des Ersatzheeres) або Резервна армія Вермахту (нім. Ersatzheer) — об'єднане стратегічне командування Збройних сил Третього Рейху в ході Другої світової війни. Складова частина Вермахту, на яку покладалося завдання підготовки призовного контингенту для бойових частин збройних сил, його тренування та заміни особового складу, а також охорона тилових районів діючої армії.
Командувач армією у воєнний час був заступником Головнокомандувача Вермахту та контролював кадрові процеси своєчасного заміщення вищих та старших офіцерів на посадах у діючій армії та тих, що знаходилися в Резерві ОКВ.

## Райони дій
- Німеччина (26 серпня 1939 — 8 травня 1945).

## Головнокомандувачі
| 26 серпня      | 31 серпня 1939 | генерал від інфантерії Йоахім фон Штюльпнагель (нім. Joachim von Stülpnagel) |
| 1 вересня 1939 | 20 липня 1944  | генерал-полковник Фрідріх Фромм                                              |
| 21 липня 1944  | 8 травня 1945  | рейхсфюрер СС Генріх Гіммлер                                                 |